# Souprava metra Ečs
Ečs (rusky Ечс, jednotným ruským označením 81-709) je typ sovětských vozů metra vyráběných v Mytiščinském strojírenském závodě pro síť metra v Praze, kde byly provozovány v letech 1974–1997. Jednalo se o nejstarší vozy pražského metra, které vychází ze souprav typu E.

## Popis

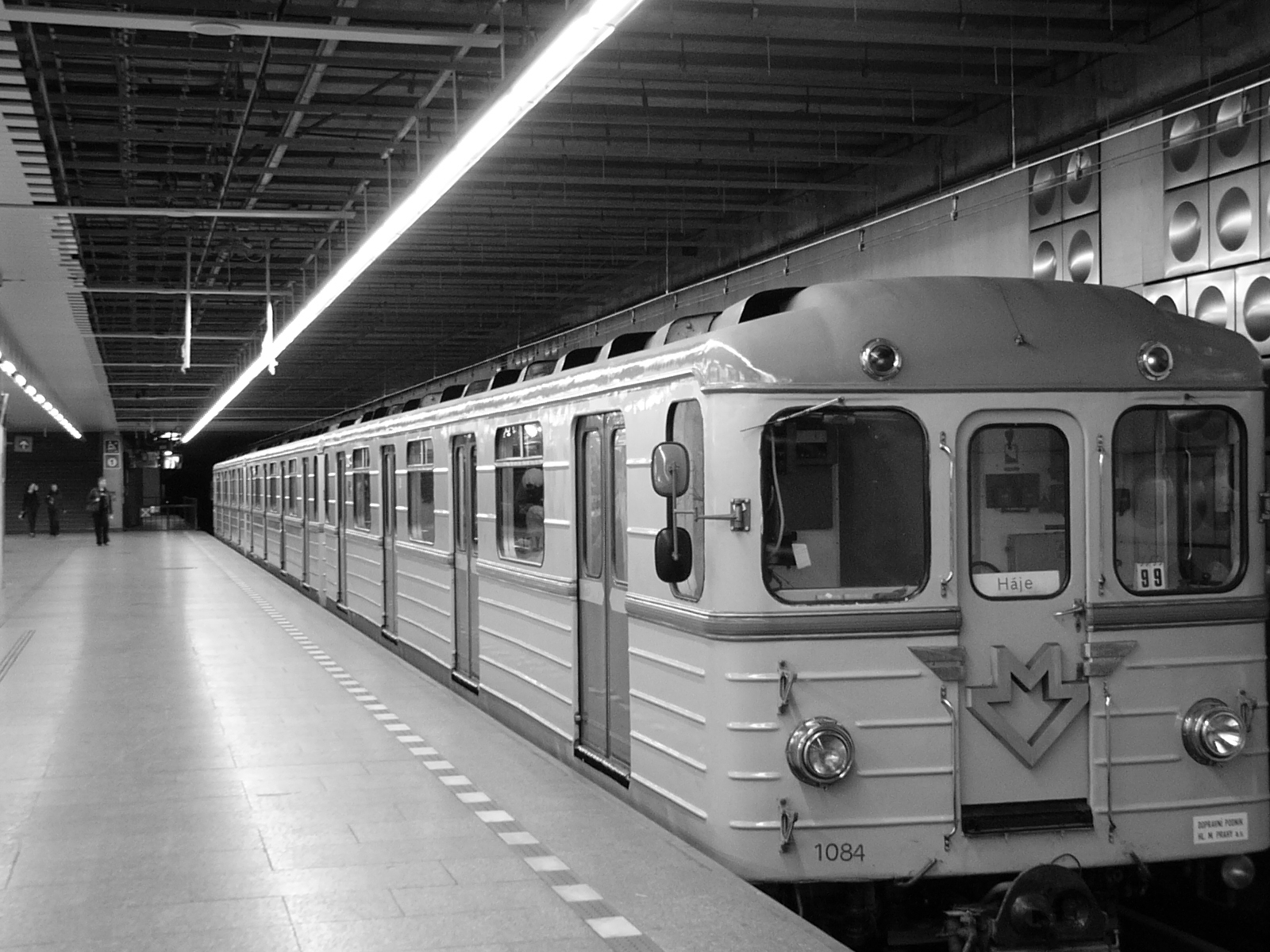
Historická třívozová souprava Ečs ve stanici Háje

Vozy Ečs vyvinul Mytiščinský strojírenský závod speciálně pro pražské metro jakožto modifikaci typu Ež1 (81-708); podobné modifikace byly vyráběny v 70. letech i pro metra ostatních států RVHP. Ečs (písmena modifikace znamenají „Československo“) byl odvozen z typů Ež (pro metro v Moskvě, resp. Leningradě) a Ev (pro metro v Budapešti). Má čtvery dveře po každé straně vozu, vozová skříň je složená z rámu svařeného z ocelových profilů, ke kterým byly připevněny stropnice pokryté ocelovým plechem a přivařeny vnější boční stěny. Stěny a strop prostoru pro cestující byly pokryty hliníkovými plechy. Vůz byl kromě provozní elektrodynamické brzdy vybaven brzdou pneumatickou špalíkovou a ruční a měl samočinné spřáhlo. V každém voze byla kabina řidiče – neexistovaly tak vložené vozy.

## Provoz
Za normalizace 24. března 1971 rozhodla československá vláda o koupi vozů Ečs místo vyvíjených českých R1. První zkušební sedmivozová souprava vozů Ečs byla vyrobena na konci roku 1972 a následně byla v provozu v Moskvě (roku 1975 ji výrobce přestavěl na standardní soupravu typu Ež). Od října 1973 února 1974 byly do ještě rozestavěného depa Kačerov dopravovány sériové vozy s evidenčními čísly 1001–1050. V září 1974 byla objednána druhá série o počtu 20 vozů (ev. č. 1051–1070), které byly dodány od dubna do června 1975. Závěrečná třetí série (15 ks, ev. č. 1071–1085) byla objednána v září 1975 a dodána od srpna do října 1976. Celkem tak bylo do vyrobeno 92 vozů Ečs, z nichž do Prahy bylo dodáno 85 vozů.
Při otevření metra 9. května 1974 jezdily soupravy Ečs trojvozové (na lince jich při tříminutovém intervalu bylo celkem 12), od srpna 1975 čtyřvozové, od února 1979 v plné délce pěti vozů.
S jejich nasazením na trasu A se nepočítalo, jednak protože nesplňovaly československou normu pro osvětlení, jednak kvůli náročnému profilu nové trati (prudké stoupání ze stanice Malostranská ke Hradčanské); pro tu byla pořízena modernější souprava metra 81-717/714. Vozy Ečs byly koncepčně zastaralé již v době výroby, provozně začaly zastarávat kolem roku 1990. Toho roku bylo v provozu všech 85 vozů. Několik z nich bylo z provozu odstaveno v letech 1991 a 1992, velké odstavování a následné vyřazování začalo v roce 1994, kdy v listopadu toho roku jezdilo již pouze 48 vozů. V lednu 1997 disponoval pražský dopravní podnik 15 provozními vozy Ečs. Poslední souprava vyjela v pravidelném provozu 29. června 1997.

## Historické vozy
- DP Praha
  - vůz ev. č. 1009 (r. v. 1973, Muzeum MHD)
  - souprava ev. č. 1083+1084+1085 (všechny r. v. 1976, provozní historická souprava 3×Ečs; vůz č. 1083 byl součástí poslední soupravy vypravené do pravidelného provozu[6])

## Galerie

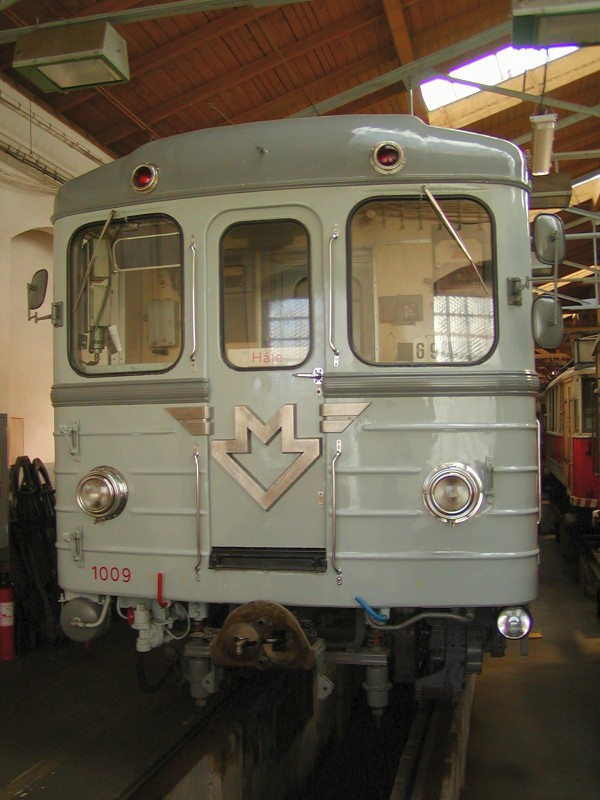
Vůz č. 1009 v Muzeu MHD
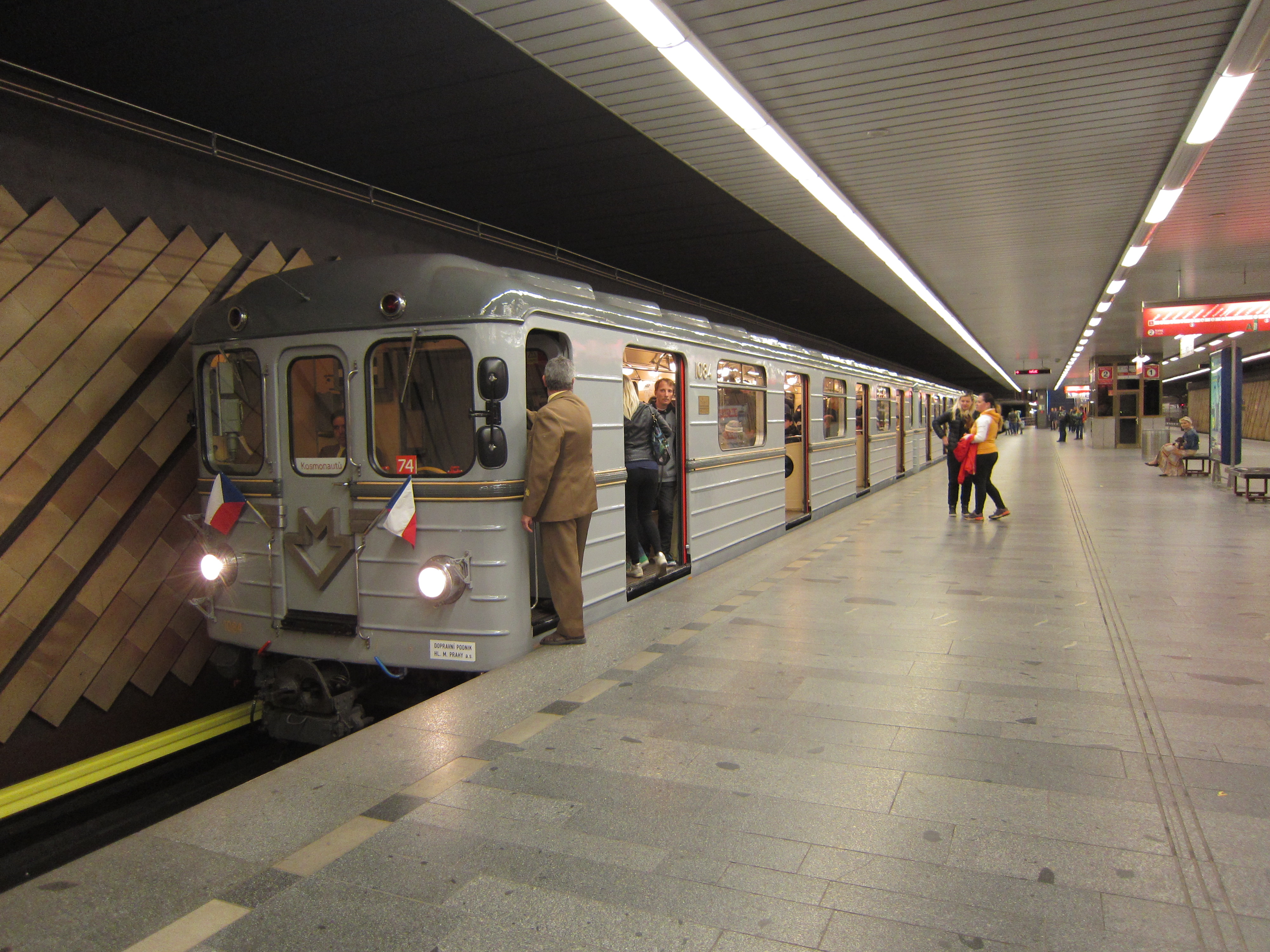
Historická souprava ve stanici Nádraží Holešovice
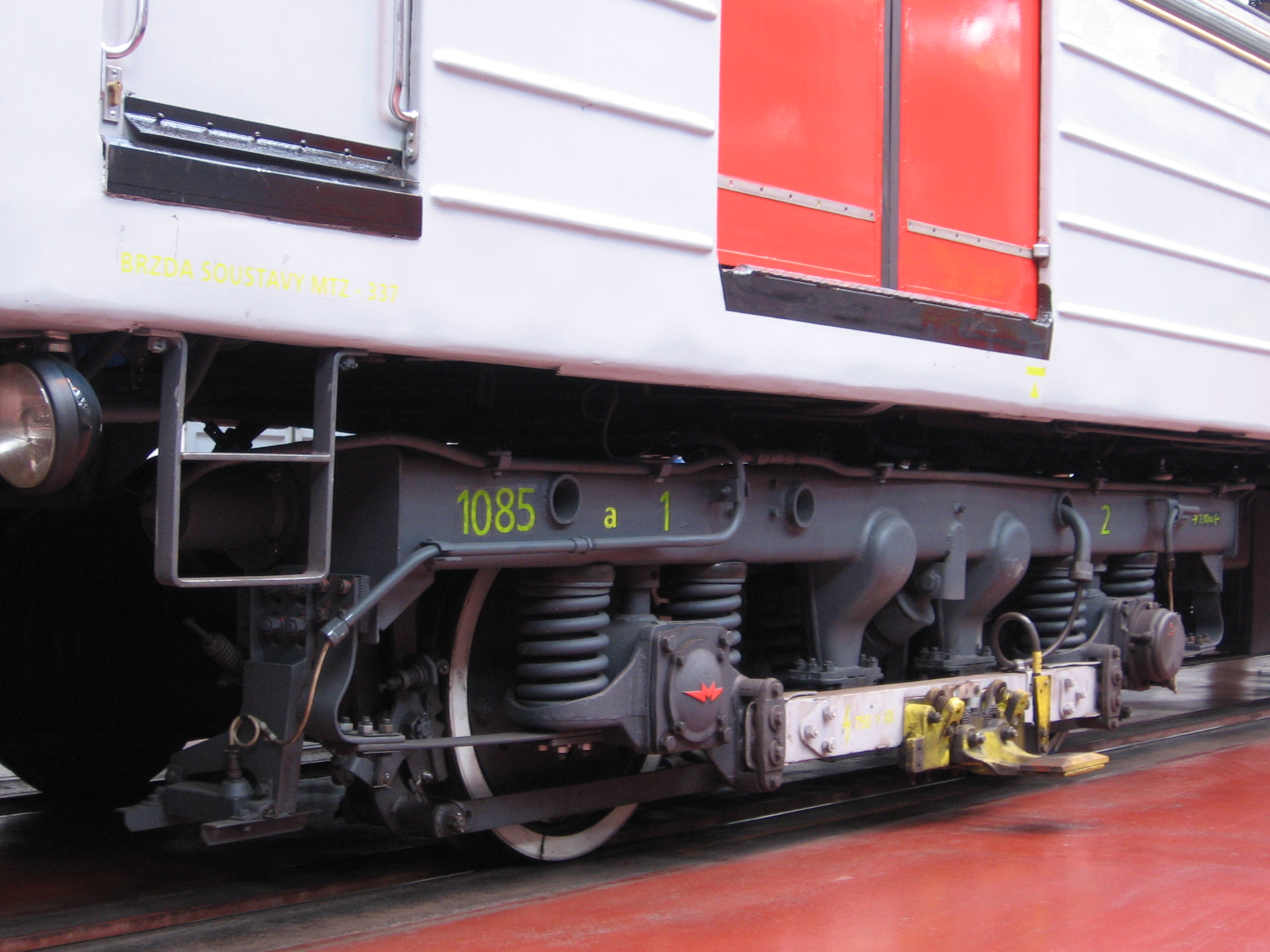
Podvozek s vedením dvojkolí ocelovými pásy
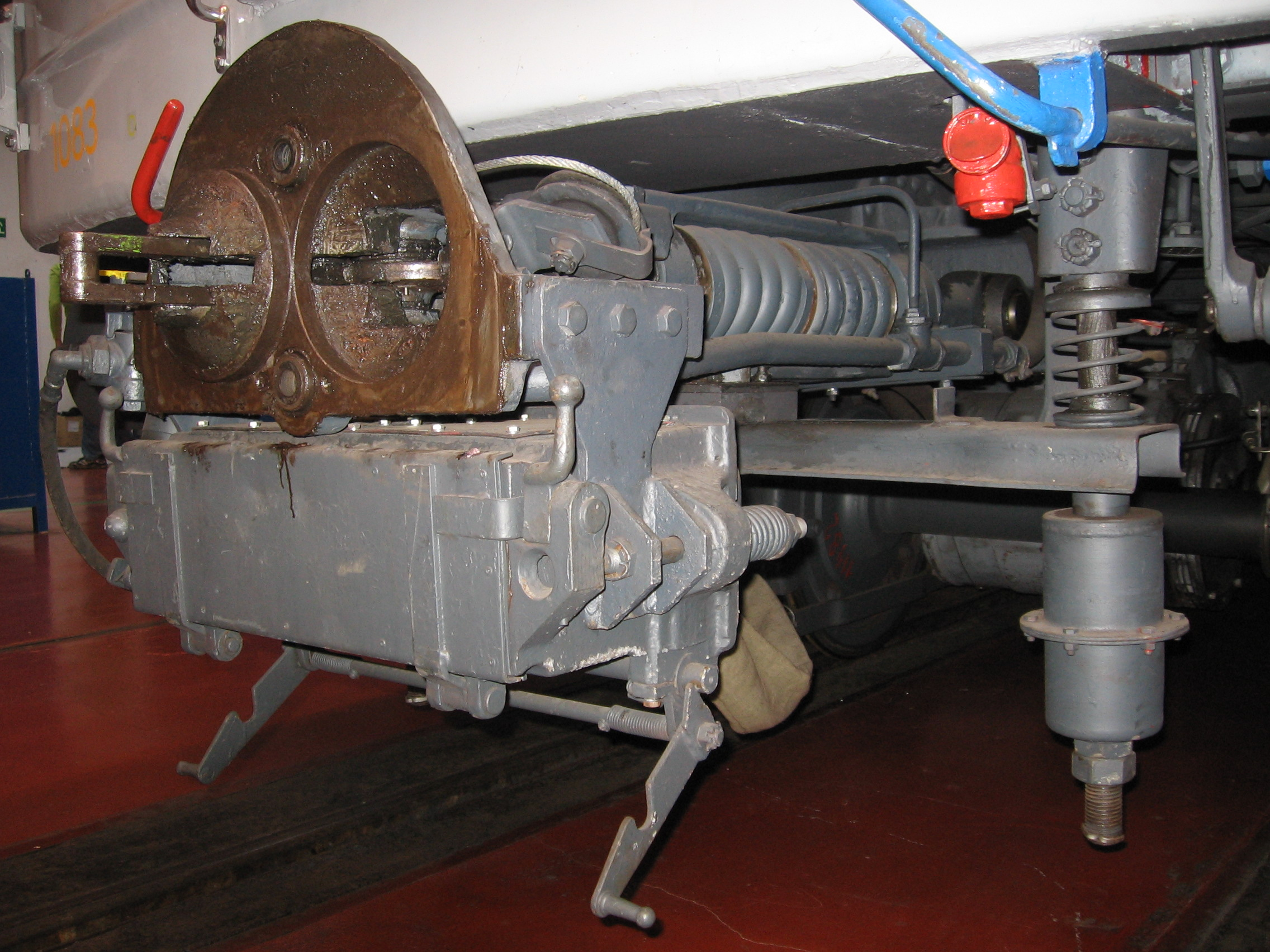
Samočinné spřáhlo typu Scharfenberg
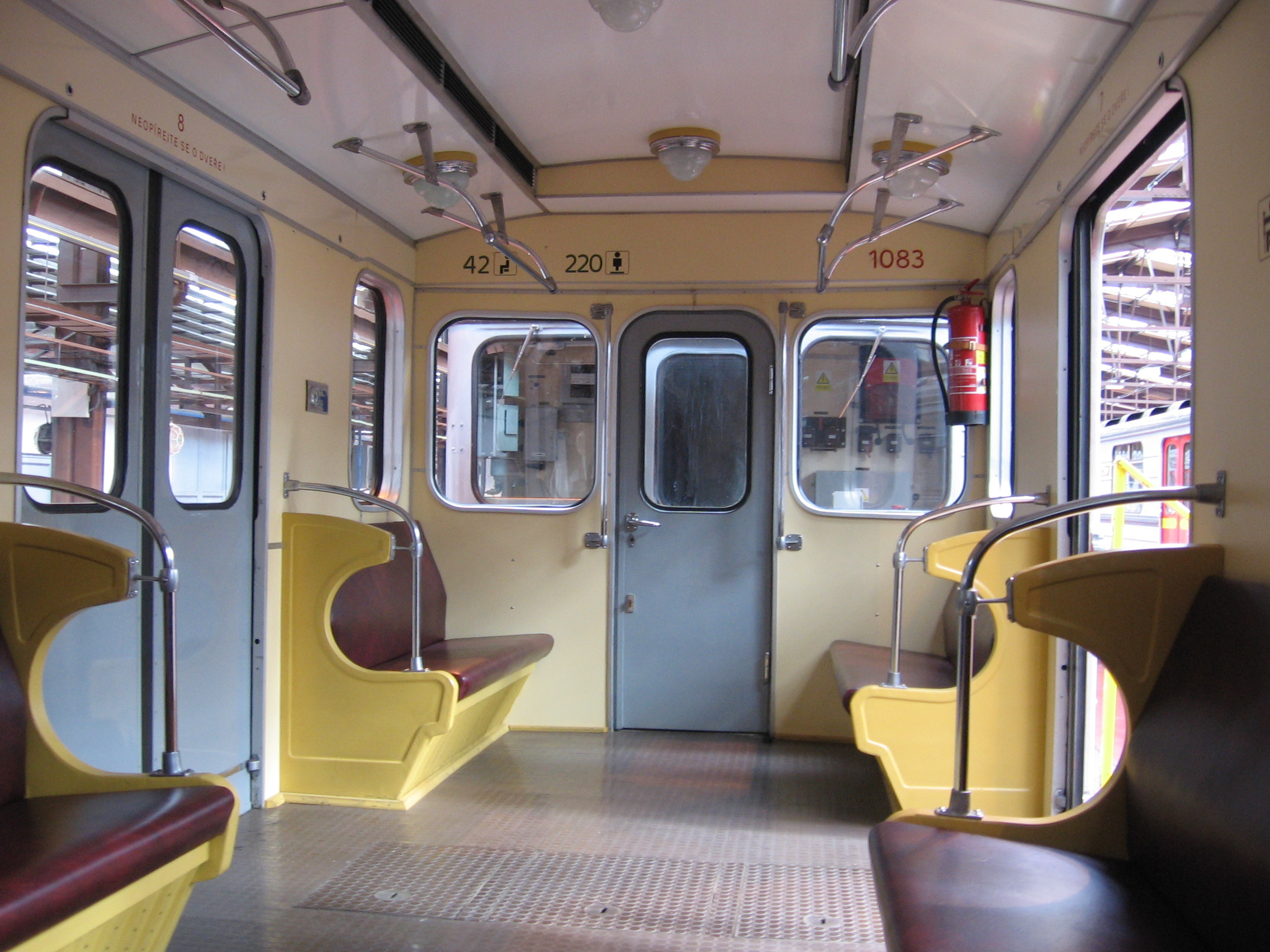
Interiér vozu
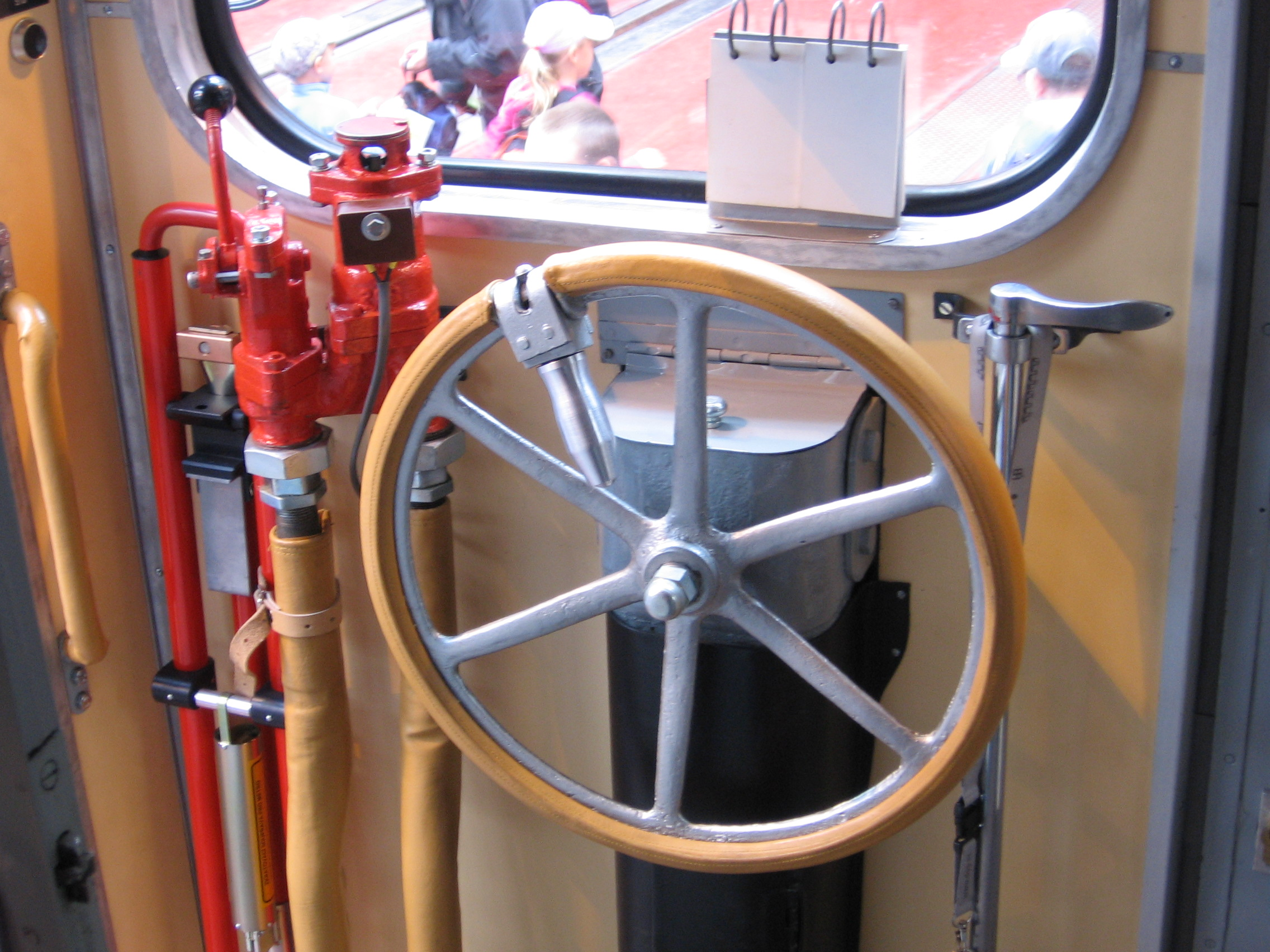
Kolo ruční brzdy v kabině
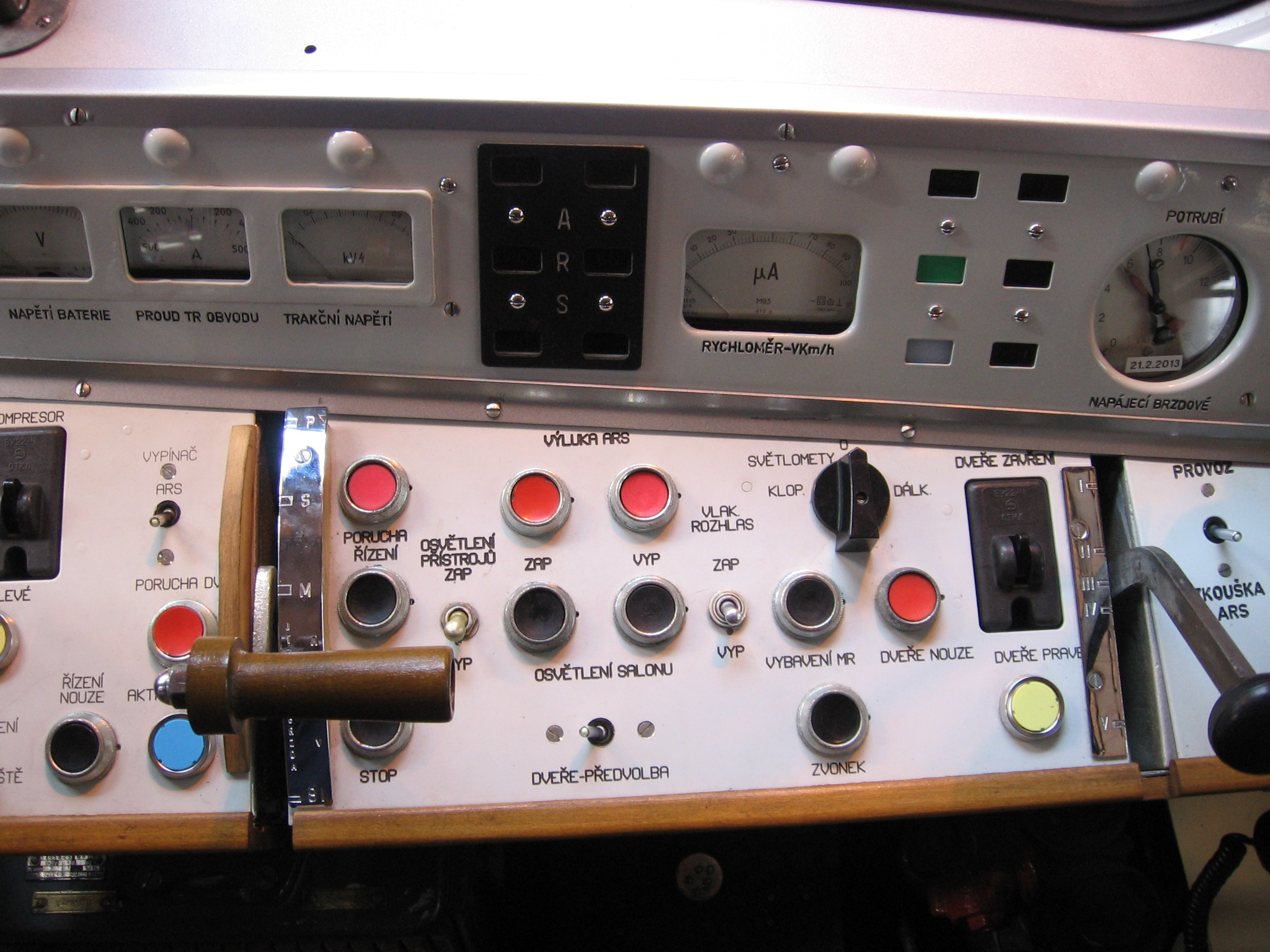
Pult strojvedoucího
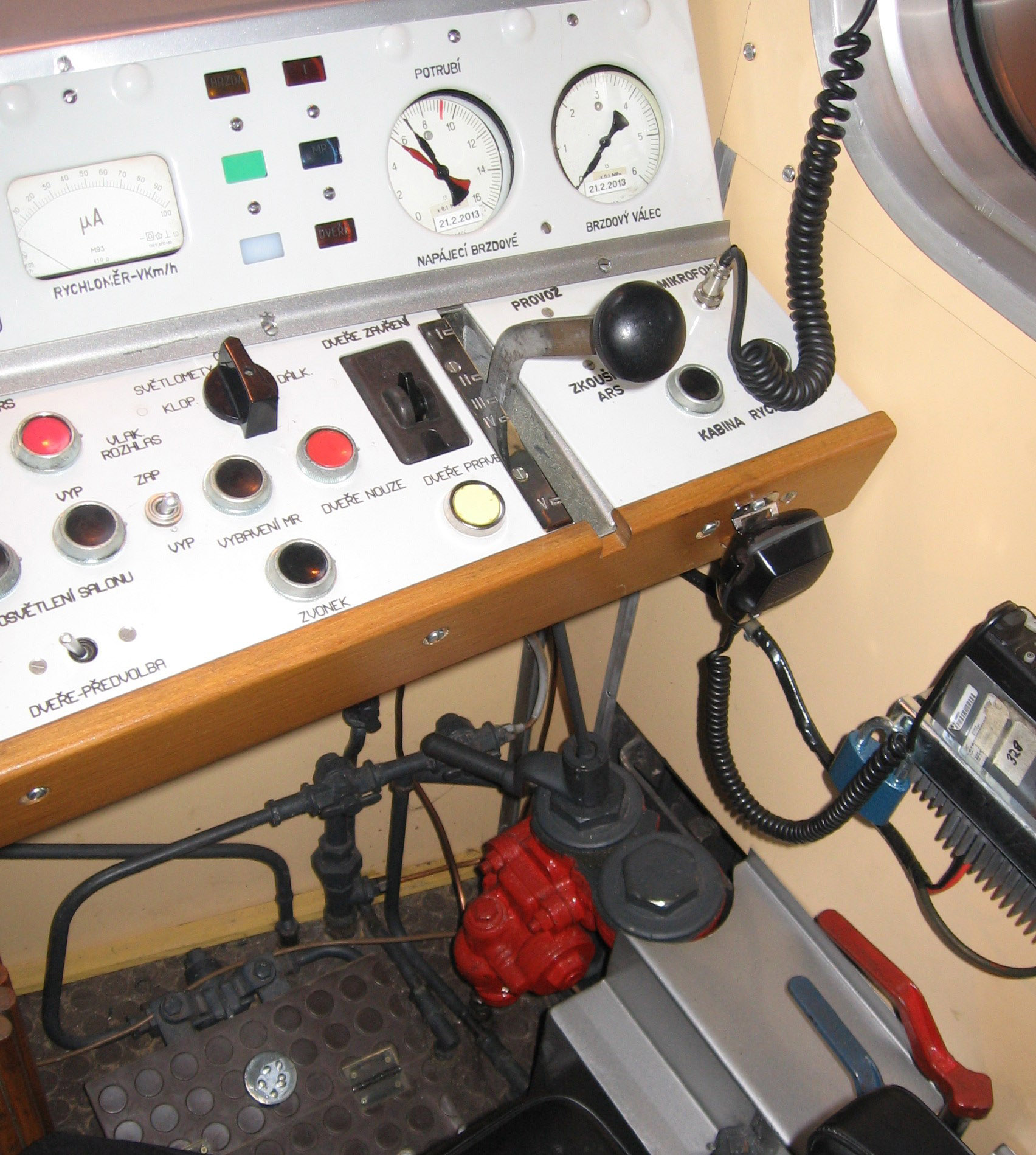
Páka brzdy v pultě je spojená s převodem s brzdičem Westinghouse pod pultem
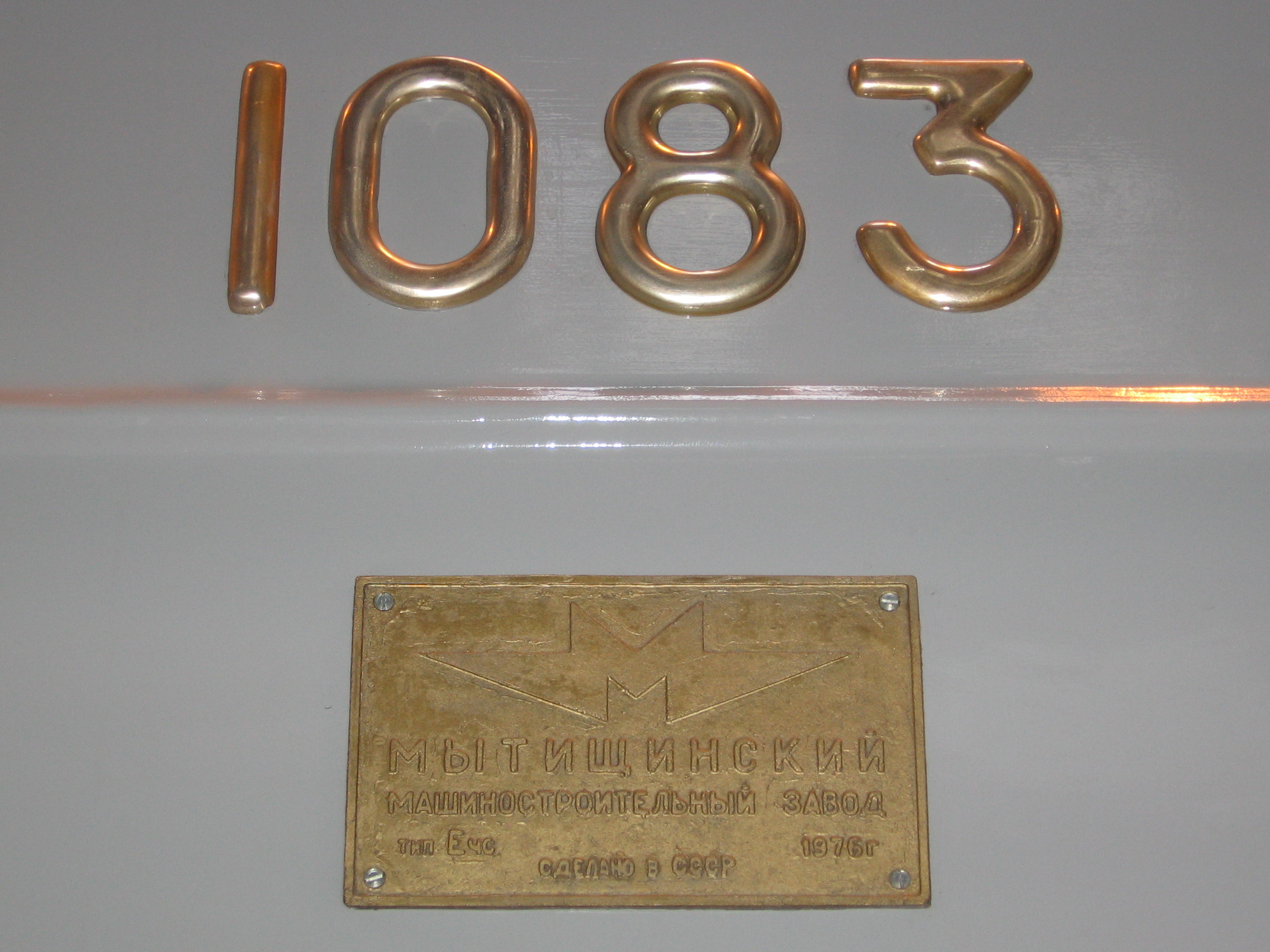
Číslo vozu a výrobní štítek